# Galeus
Galeus è un genere comprendente 16 specie di squali della famiglia degli Sciliorinidi.

## Specie
- Gattuccio delle Antille, Galeus antillensis Springer, 1979
- Gattuccio codarugosa, Galeus arae (Nichols, 1927)
- Gattuccio dell'Atlantico, Galeus atlanticus Vaillant, 1888
- Gattuccio pinnalunga, Galeus cadenati Springer, 1966
- Gattuccio geco, Galeus eastmani (Jordan e Snyder, 1904)
- Gattuccio gracile, Galeus gracilis Compagno e Stevens, 1993
- Gattuccio nasolungo, Galeus longirostris Tachikawa e Taniuchi, 1987
- Gattuccio boccanera, Galeus melastomus Rafinesque, 1810
- Gattuccio australe, Galeus mincaronei Soto, 2001
- Gattuccio murino, Galeus murinus (Collett, 1904)
- Gattuccio pinnalarga, Galeus nipponensis Nakaya, 1975
- Gattuccio pepato, Galeus piperatus Springer e Wagner, 1966
- Gattuccio africano, Galeus polli Cadenat, 1959
- Gattuccio pinnanera, Galeus sauteri (Jordan e Richardson, 1909)
- Gattuccio nano, Galeus schultzi Springer, 1979
- Gattuccio di Springer, Galeus springeri Konstantinou e Cozzi, 1998